# Karangasso-Vigué
Karangasso-Vigué o Karankasso-Vigué è un dipartimento del Burkina Faso classificato come comune, situato nella provincia di Houet, facente parte della Regione degli Alti Bacini.
Il dipartimento si compone del capoluogo e di altri 25 villaggi: Dan, Deguele, Deregouan, Dindiaradougou-Nemato, Diosso, Gnaoue, Kimi, Klesso, Koueredougou, Kouremaganfesso, Larama, Mandiasso, Ouara, Ouere, Piere, Pinguina, Poya, Poya-Obaga, Seye, Seye-Kouremangofesso, Signoghin, Somaguina, Soumousso, Tiebadialofasso e Yeguere.